# Robert Thomas Bakker
Robert Thomas Bakker (nascut el 24 de març de l'any 1945 a Bergen County, Nova Jersey) és un paleontòleg estatunidenc.
Bakker va ajudar a donar forma a les teories modernes sobre els dinosaures, en particular donant suport a la teoria que afirma que alguns dinosaures eren endotèrmics (de sang calenta). Amb el seu mestre John Ostrom, Bakker fou responsable d'iniciar la «renaixença dels dinosaures» en els estudis paleontològics, començant amb l'article de Bakker "Dinosaur Renaissance" a Scientific American, l'abril de 1975.
La seva especialitat és el context ecològic i comportament dels dinosaures.